# منتزه روح الصدق

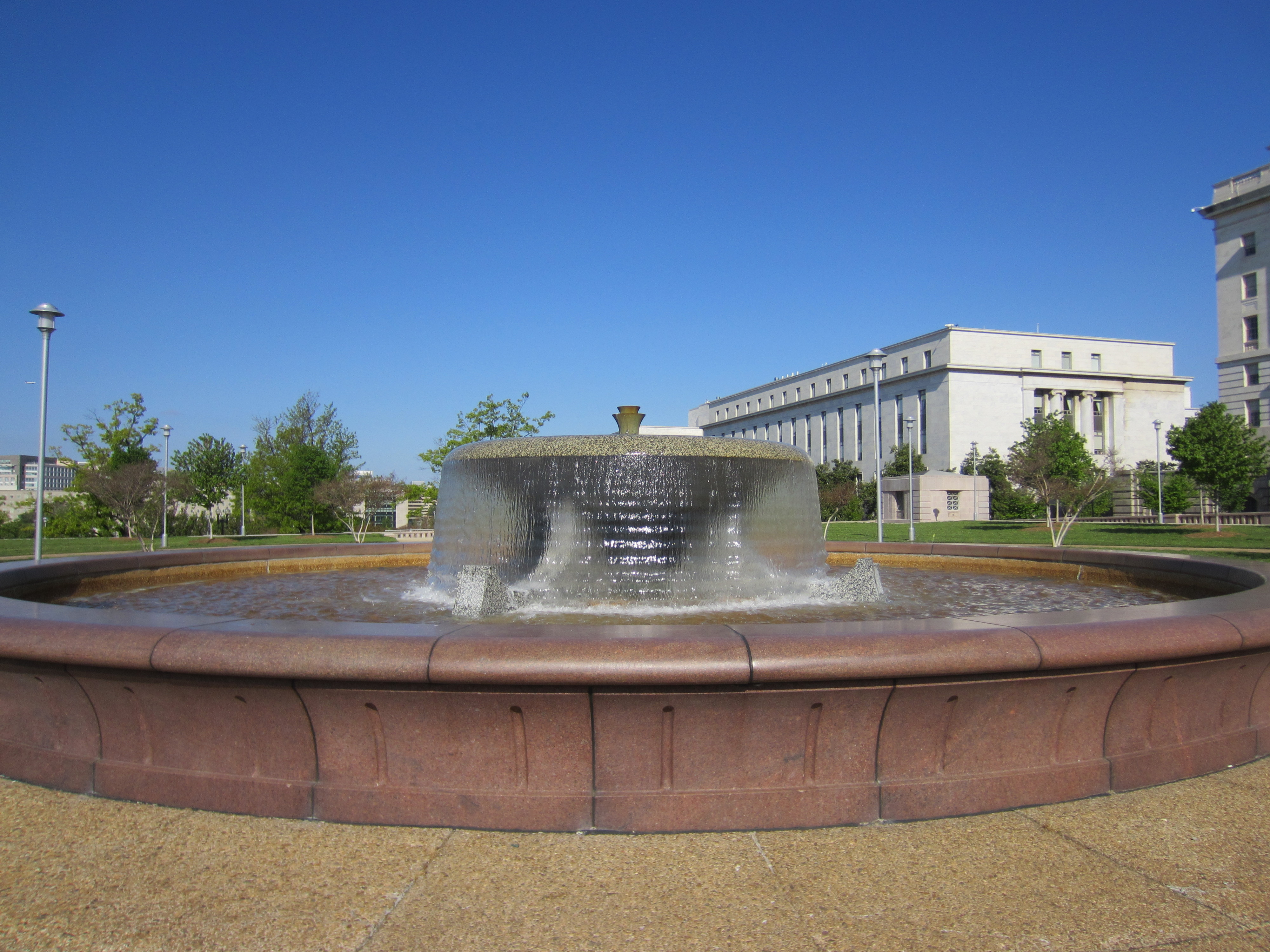
منتزه "سيبرت أوف جاستيك" (روح الصدق) في واشنطن بالولايات المتحدة الأمريكية

منتزه روح الصدق (بالانجليزية: Spirit of Justice Park ) هو متنزه بمدينة واشنطن العاصمة بالولايات المتحدة.
المتنزه موجود من جنوب شارع سي (C Street)، من شمال شارع دي (D Street)، من غرب ضاحية ديلفر جنوب-شرق (Delaware Avenue Southwest)، ومن شرق ضاحية نيو جيرزي جنوب-شرق (New Jersey Avenue Southeast)، بالقرب من جنوب مبنى رايفورن، ومن جنوب بناية الكابيتول.
المتنزه هو قسم من مجمع الكابيتول.
المتنزه هو سطح أخضر فوق موقف سيارات تحت الأرض (ارتفاعه 6 طوابق تحت الأرض) الذي  بُني على يد المهندس المعماري للكابيتول لكي تُستعمل  كمباني مكتبية للكونغرس الولايات المتحدة.
وُجِهَت إنتقادات للمهندس المعماري للكابيتول على اقامة المتنزه ومبناه، نقص في مداخل للمتنزه من عدة اتجاهات، اسئلة عن ضرورة موقف السيارات، مع هذا ومن أجل بناية موقف السيارات هدمت عدة ابنية، منها نزل جورج واشنطن (شاهدوا الصورة من اليسار).